# RED/レッド
『RED/レッド』（原題：RED）は、2010年のアメリカ映画。DCコミックスのインプリントであるオマージュ・コミックから出版された同名のグラフィックノベルを原作としたアクション映画。
タイトルであり、作中にも登場する「RED」とは、「引退した超危険人物（Retired Extremely Dangerous）」を意味する。

## ストーリー
元CIAの腕利きエージェントであったフランクは、現在は引退し、田舎で一人のんびりと刺激のない年金暮らしをしていた。唯一の楽しみは、年金事務所の電話担当サラとの会話であり、相思相愛になっていた。サラと会う約束を取り付けたその日の夜、フランクは武装した集団に家を襲われる。全員を返り討ちにするも敵の正体は掴めず、サラにも危害が及ぶ可能性を考慮して、フランクは彼女の下へ向かう。追手が迫り時間が惜しいフランクはサラを拘束し、強引に連れ出す。最初は抵抗する彼女であったが、命を狙われていることを知ってフランクに従うようになる。一方、CIAの現役エージェントであるクーパーは、上司よりフランクの殺害を命令される。
かつてのCIAの同僚で盟友のジョーの情報から、襲撃者達が、先頃起こったニューヨークの女性記者の殺害犯と同じと判明する。フランクは記者が残した情報から命を狙われている者たちのリストを入手し、シンガーという男を除いて既に殺害されていることを知るが、その矢先にジョーが殺されたという連絡を受ける。フランクは、次にかつての同僚マーヴィンを頼り、狙われている者達が1981年秋のグアテマラでの作戦関係者であると知る。マーヴィンを伴いシンガーの許を訪れるフランクらであったが、情報を得る前にCIAの襲撃を受け、シンガーは殺されてしまう。
すべてを知るには古巣のCIA本部に行くしかないとし、フランクはロシア諜報員であった宿敵・イヴァンを頼る。イヴァンの助けでCIA本部に潜入したフランクは、グアテマラ作戦の極秘情報を得るがクーパーと鉢合わせし、彼を退けてCIA本部を脱出するも、重傷を負う。そこで治療のため、元MI6の女殺し屋ヴィクトリアの許へ赴くが、そこで実は生きていたジョーも合流する。そして手に入れた資料から、作戦の関係者だが唯一命を狙われていない軍需産業界の大物ダニングに目をつける。
フランク、ジョー、マーヴィン、ヴィクトリアの「RED」達は、ダニングの屋敷に潜入し、彼を脅して情報を吐かせる。全ての黒幕は現役副大統領で次期大統領候補のロバート・スタントンであり、1981年当時、現場指揮官の彼が行った虐殺事件の隠蔽のためにCIAを利用して関係者を暗殺していたのだった。ところが、フランクらがダニングの屋敷にいることがCIAにばれて彼らの襲撃を受けてしまい、フランク、マーヴィン、ヴィクトリアの3人はイヴァンの助けで脱出に成功するも、ジョーは身代わりとなって死に、サラはCIAに捕まってしまう。
フランク、マーヴィン、ヴィクトリアにイヴァンを加えた4人はスタントンのパーティに潜入し、彼を襲撃する。混乱の中で副大統領の誘拐を成功させたフランクは、クーパーにサラとの交換を要求し、クーパーはサラを連れて指定された場所に赴く。だが、そこにダニングとその一味が襲撃をかけ、真の黒幕は自分であると明かした上で、用済みとなったスタントンを殺害する。すべてを察したクーパーはダニングの要求に従うフリをしてフランクを助け、駆けつけたヴィクトリアらと共にダニングとその仲間たちを始末する。
助け出したサラと愛を確かめ合うフランクであったがイヴァンは協力の見返りを求め、後日、フランクは再び危険な戦場へ赴くのであった。

## キャスト
※括弧内は日本語吹替
- フランク・モーゼズ - ブルース・ウィリス（磯部勉）

元CIAの工作員。現在は年金生活をしている。引退しているが実力は健在。
- ジョー・マシス - モーガン・フリーマン（坂口芳貞）

フランクの元同僚。肝臓がんを患っている。
- マーヴィン・ボッグス - ジョン・マルコヴィッチ（樋浦勉）

フランクの元同僚。武器マニア。
- ヴィクトリア - ヘレン・ミレン（沢田敏子）

フランクの元同僚。現在はペンションに住んでいる。
- ウィリアム・クーパー - カール・アーバン（川島得愛）

CIAの秘密工作員。
- サラ・ロス - メアリー＝ルイーズ・パーカー（山像かおり）

電話相談員。
- イヴァン・シモノフ - ブライアン・コックス（石田太郎）

ロシア諜報員。ヴィクトリアと恋仲。
- ロバート・スタントン - ジュリアン・マクマホン（大滝寛）

副大統領。
- アレクサンダー・ダニング - リチャード・ドレイファス（小島敏彦）

オーヴィス社の最高責任者。
- シンシア・ウィルクス - レベッカ・ピジョン（勝生真沙子）

ウィリアムの上官。
- ヘンリー - アーネスト・ボーグナイン（藤本譲）

フランクの旧友。
- ガブリエル・シンガー - ジェームズ・レマー（秋元羊介）

チャンが記したメモに書かれていた数人の一人。
- その他の日本語吹き替え - 佐々木啓夫、志村知幸、すずき紀子、中田隼人、佐藤美一、名村幸太郎、堂坂晃三、杉村憲司、たなか久美、合田絵利

## 製作
2008年6月、サミット・エンターテインメントはホーバー兄弟の脚本による映画化計画があることが発表された。企画はロレンツォ・ディ・ボナヴェンチュラによるものである。
2009年4月までに、ブルース・ウィリスを主演のフランク役にするために交渉がされていた。7月、更にモーガン・フリーマンを共演者に、ロベルト・シュヴェンケを監督にするために交渉中であると報じられた。11月、ヘレン・ミレンがフリーマンとウィリスと共演すると報じられた。また、同月、ジョン・C・ライリー、メアリー＝ルイーズ・パーカー、ジュリアン・マクマホン、アーネスト・ボーグナイン、リチャード・ドレイファス、ブライアン・コックスへも交渉中であることが明らかとなった。
2009年12月、サミット・エンターテインメントは公開日は2010年10月22日の予定であると発表した（後に1週間前倒しとなる10月15日に変更）。また、同月にジェームズ・レマー、カール・アーバンの出演が明らかとなった。2010年1月、降板したジョン・C・ライリーに代わってジョン・マルコヴィッチが出演することがわかった。
主要撮影は2010年1月18日にカナダのトロントで始まった。3月にはニューオーリンズのフレンチ・クオーターでも行われた。8月にはルイジアナ州で追加撮影が行われた。

## 公開

### マーケティング
2010年6月にティーザー予告が公開された。翌7月にはコミコン・インターナショナルで予告が公開された。ワールドプレミア上映は10月11日にロサンゼルスのチャイニーズ・シアターで行われた。

### 批評家の反応
Rotten Tomatoesによると、70%（179名中126名）の評論家が本作に肯定的な評価を下し、また、平均点は10点満点で6.3点となった。他に、Metacriticでの平均スコアは、34のレビューで100点満点中60点だった。
ロジャー・イーバートは4つ星満点で2つ星を与え、「良くも悪くもない」と評した。

### 興行成績
北米の3081館で公開され、公開初週末3日間で2,250万ドルを稼ぎ、『ジャッカス 3D』に次いで初登場2位となった。

### 受賞・ノミネート
第15回サテライト賞のミュージカル・コメディ映画賞、ミュージカル・コメディ映画主演男優賞（ジョン・マルコヴィッチ）、ミュージカル・コメディ映画主演女優賞（メアリー＝ルイーズ・パーカー）、第68回ゴールデングローブ賞の作品賞（ミュージカル・コメディ部門）にノミネートされた。

## テレビ放送
| 回数 | テレビ局   | 番組名（放送枠名） | 放送日         | 放送時間      | 放送分数 | 視聴率 |
| ---- | ---------- | ------------------ | -------------- | ------------- | -------- | ------ |
| 1    | フジテレビ | 土曜プレミアム     | 2014年10月25日 | 21:00 - 23:10 | 130分    |        |
| 2    | テレビ朝日 | 日曜洋画劇場       | 2015年11月1日  | 21:15 - 23:25 | 130分    | 8.9%   |
| 3    | テレビ東京 | 午後のロードショー | 2020年11月6日  | 13:35 - 15:40 | 125分    |        |

- 視聴率はビデオリサーチ調べ、関東地区・世帯・リアルタイム。

## 続編
続編の計画が進められており、サミット・エンターテインメントがホーバー兄弟に再び脚本執筆を依頼した。